# Zedelgem

Zedelgems vapen

Zedelgems läge inom provinsen Västflandern

Zedelgem är en belgisk kommun i Västflandern. Vid 1 januari 2016 hade Zedelgem en befolkning på 22 479 personer.